# Stipa spartea
Stipa spartea är en gräsart som beskrevs av Carl Bernhard von Trinius. Stipa spartea ingår i släktet fjädergrässläktet, och familjen gräs. Inga underarter finns listade i Catalogue of Life.

## Bildgalleri

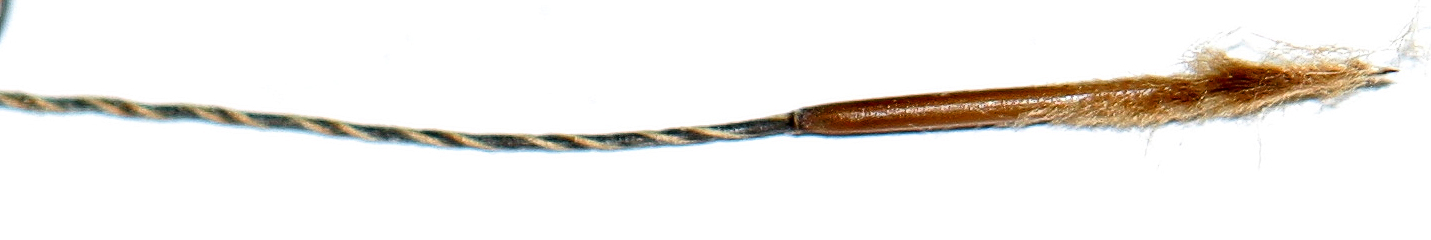